# Triphora pyrrha
Triphora pyrrha is een slakkensoort uit de familie van de Triphoridae. De wetenschappelijke naam van de soort is voor het eerst geldig gepubliceerd in 1914 door Henderson & Bartsch.